# پینوکیو ۳۰۰۰
پینوکیو ۳۰۰۰ (به انگلیسی: Pinocchio 3000) یک فیلم انیمیشن در سبک خیال‌پردازی علمی محصول سال ۲۰۰۴ به کارگردانی دانیل روبیکو و توزیع‌شده توسط کمپانی کریستال فیلمز است. این فیلم یک تفسیر علمی تخیلی آینده‌نگر از رمان کلاسیک «ماجراهای پینوکیو» اثر کارلو کلودی است که در سال ۱۸۸۳ منتشر شد، در این فیلم پینوکیو یک روباتی است در شهر، به جای عروسکی که توسط جادو زنده می‌شود.

## بازی ویدیویی
یک بازی ویدیویی بر اساس این فیلم با استفاده از موتور بازی گیمبریو در حال توسعه بود.